# Sonata Arpeggione
La Sonata per arpeggione i piano en la menor, D. 821, coneguda com a Sonata Arpeggione, va ser composta per Franz Schubert el novembre de 1824 a Viena. Aquesta sonata és l'única composició d'importància per l'arpeggione, i pràcticament l'únic motiu pel qual es recorda aquest instrument, actualment desaparegut. Pertany al mateix període en la producció de Schubert que el Quartet de corda núm. 14 (més conegut com La Mort i la donzella), una època en la qual el compositor sofria per l'avançat estat de la seva malaltia, la sífilis, fet que li provocava moments depressius.

## Història
L'arpeggione era un instrument de corda fregada, també conegut com a “guitarra-violoncel” o “guitarra d'amor”, que va ser inventat per Johann Georg Stauffer (1778-1853) a Viena el 1823. Tenia sis cordes que s'afinaven com una guitarra (mi-la-re-sol-si-mi), comptava amb trasts en el diapasó, se sostenia entre les cames com una viola de gamba i es tocava amb un arc. El nom d'"arpeggione" era expressat pel supòsit que seria més fàcil tocar arpegis en aquest instrument. El principal intèrpret va ser Vincenz Schuster que, fins i tot, va publicar un mètode el 1825 per promocionar l'arpeggione i estendre la seva tècnica. Schuster participava habitualment en les vetllades musicals a casa de Sonnleithner com a guitarrista, i probablement fou aquí on li va encarregar a Schubert una peça per al nou instrument
És evident que la sonata va ser escrita molt ràpidament per la poca cura que mostra el manuscrit. No queda constància de cap document que parli de l'estrena, però segurament va ser interpretada abans que acabés l'any 1824 a casa de Schuster, amb Schubert al piano. La peça no va ser publicada en vida del compositor; la primera edició va aparèixer a Viena el 1871 publicada per J. P. Gotthard i acompanyada d'una breu descripció de l'arpeggione, que ja havia desaparegut de l'escena musical. S'afegien arranjaments de la part de l'arpeggione per a violí i violoncel.
Avui dia aquesta sonata sol interpretar-se en transcripcions per a violoncel, viola, o contrabaix, encara que també existeixen arranjaments per a flauta, bombardí i clarinet, o versions per a guitarra en la part del piano. Els editors i arranjadors han hagut de bregar amb les dificultats que suposa adaptar el registre i les articulacions d'un instrument de sis cordes als que només en tenen quatre.
No obstant això, existeixen alguns enregistraments amb arpeggione realitzats per diversos intèrprets:
- Klaus Storck i Alfons Kontarsky (1974, LP No 2533 174 en el segell Archiv Produktion). Klaus Storck tocava un arpeggione atribuït a Anton Mitteis, un expert sobre l'inventor de l'instrument, Johann Georg Stauffer; Alfons Kontarsky tocava un fortepiano construït per Brodmann a Viena cap el 1810.
- Alfred Lessing i Jozef De Beenhouwer (2000–2001, Ars Produktion FCD 368 392). Tocaven amb el pianoforte de la Casa Beethoven de Bonn, construït el 1824 per Conrad Graf, i amb una còpia feta per Henning Aschauer d'un instrument de principis del segle xix construït per Stauffer o Mitteis i que es troba actualment en la Col·lecció d'Instruments Musicals de la Fundació del Patrimoni Cultural Prussià.
- Gerhart Darmstadt i Egino Klepper (2005, Cavalli Records CCD 242).
- Nicolas Deletaille i Paul Badura-Skoda (2006–2007, Fuga Libera FUG529). Aquest enregistrament es va realitzar a Florència (Accademia Bartolomeo Cristofori) amb un arpeggione construït per Benjamen La Brigue (2001) i un fortepiano de Conrad Graf (cap a 1820).
- Nicolas Deletaille i Alain Roudier.

## Anàlisi i estructura
La petició d'escriure aquesta obra no va suposar un gran al·licient per Schubert, per la qual cosa sembla que no es va implicar molt en la seva realització ni es va interessar excessivament per les característiques particulars de l'instrument. Manca de la dimensió musical present en els quartets de corda anteriors i tan sols consta de tres moviments, relativament reduïts (la durada total està al voltant d'uns 20 minuts).
1. Allegro moderato (la menor)
2. Adagio (mi major)
3. Allegretto (la major)

La sonata té un cert interès musical, no obstant de vegades es troba a faltar un desenvolupament més profund dels temes i les idees. El primer moviment comença amb l'exposició del tema pel piano, reprès després per l'arpeggione que dona pas al segon tema contrastant, viu i amb aires de dansa. L'arpeggione porta el pes de la interpretació i conclou en la mateixa línia que havia començat el moviment. Apareixen alguns acords esquinçats que són la mostra més evident del llenguatge propi de l'instrument, i han d'adaptar-se adequadament en els corresponents arranjaments.
El segon moviment recull un tema que recorda els lieder, i que està acompanyat subtilment pel piano. Però queda massa simple en comparació al primer moviment, i és massa breu; estructuralment sembla més una introducció que prepara l'Allegretto final. I ho fa mitjançant una cadenza.
L'últim moviment és un rondó en 2/4, que exigeix un altre cop molt de virtuosisme i agilitat a la part de l'arpeggione. El final incorpora també acords i arpegis per a concloure l'obra.

## Media
| Sonata Arpeggione                                                       | Sonata Arpeggione |
| ----------------------------------------------------------------------- | ----------------- |
| 1. Allegro Moderato                                                     |                   |
|                                                                         |                   |
|                                                                         |                   |
|                                                                         |                   |
| 2. Adagio i 3. Allegretto                                               |                   |
|                                                                         |                   |
| Interpretada per Hans Goldstein (cel·lo) i Clinton Adams (piano)        |                   |
|                                                                         |                   |
| 3. Allegretto                                                           |                   |
|                                                                         |                   |
| Interpretada per Elias Goldstein (viola) amb l'Advent Chamber Orchestra |                   |
|                                                                         |                   |